# Тврда Река
Тврда Река је насељено место у општини Капела, Бјеловарско-билогорска жупанија, Хрватска.

## Историја
До територијалне реорганизације у Хрватској била је у саставу старе општине Бјеловар.

## Становништво
У попису становништва из 2011. године, Тврда Река је имала 29 становника.
| Број становника према пописима | Број становника према пописима | Број становника према пописима | Број становника према пописима | Број становника према пописима | Број становника према пописима | Број становника према пописима | Број становника према пописима | Број становника према пописима | Број становника према пописима | Број становника према пописима | Број становника према пописима | Број становника према пописима | Број становника према пописима | Број становника према пописима | Број становника према пописима |
| ------------------------------ | ------------------------------ | ------------------------------ | ------------------------------ | ------------------------------ | ------------------------------ | ------------------------------ | ------------------------------ | ------------------------------ | ------------------------------ | ------------------------------ | ------------------------------ | ------------------------------ | ------------------------------ | ------------------------------ | ------------------------------ |
| 1857                           | 1869                           | 1880                           | 1890                           | 1900                           | 1910                           | 1921                           | 1931                           | 1948                           | 1953                           | 1961                           | 1971                           | 1981                           | 1991                           | 2001                           | 2011                           |
| 77                             | 0                              | 84                             | 92                             | 109                            | 136                            | 133                            | 135                            | 147                            | 139                            | 135                            | 104                            | 89                             | 49                             | 29                             | 29                             |

Напомена: Године 1869. подаци су садржани у насељу Павлин Клоштар. До 1981. исказивано под именом Тврда Ријека.

### Попис1991.
У попису становништва из 1991. године, Тврда Река је имала 49 становника, следећег националног састава:
| Попис 1991.‍ | Попис 1991.‍ | Попис 1991.‍ | Попис 1991.‍ | Попис 1991.‍ |
| ----------- | ----------- | ----------- | ----------- | ----------- |
|             |             |             |             |             |
| Хрвати      | Хрвати      |             | 34          | 69,38%      |
| Срби        | Срби        |             | 8           | 16,32%      |
| Југословени | Југословени |             | 5           | 10,20%      |
| Чеси        | Чеси        |             | 2           | 4,08%       |
| укупно: 49  |             |             |             |             |

### Попис1910.
| Хард Ривер                                                            | Хард Ривер |
| --------------------------------------------------------------------- | --- |
| језик                                                                 | вера |
| укупно: 136 Хрватски 55 (40,44%) Српски 49 (36,02%) Чешки 32 (23,52%) | <div style="border:solid transparent;position:absolute;width:100px;line-height:0; укупно: 136 Римокатолици 87 (63,97%) Православци 49 (36,02%) - (-%) |